# Pío Moa Rodríguez
Luis Pío Moa Rodríguez (Vigo, 1948) és un articulista i escriptor gallec, especialitzat en temes relacionats amb la Segona República i la Guerra Civil espanyola. Fill de l'esperantista Pío Moa Banda, no té cap titulació acadèmica oficial en Història. També és conegut per les seves declaracions homòfobes, profranquistes i difamatòries.

## Biografia
Nascut a Galícia, va militar entre el 1968 i el 1977 a la banda terrorista d'inspiració maoista Grups Revolucionaris Antifeixistes Primer d'Octubre (GRAPO), de la qual fou un dels membres fundadors, on va participar en nombroses activitats delictives; el 1977 en va ser expulsat i després es va acollir a mesures i programes de reinserció.
Ha dirigit les revistes Ayeres (1991-1993), d'història, i Tanteos (1988-1990), de pensament. Ha estat bibliotecari de l'Ateneo de Madrid, a la Junta directiva del qual va pertànyer durant tres anys. És col·laborador en diverses revistes, diaris i mitjans d'Internet, com Intereconomía.

## Canvis ideològics
Després de la seva reinserció, la seva idiosincràsia va evolucionar cap a posicions oposades, abandonant el marxisme i sent un dels autors del revisionisme històric que intenta descriminalitzar el cop d'estat del general Francisco Franco i donar la culpa de la Guerra Civil espanyola únicament als partits d'esquerres.
La seva tesi cabdal afirma que algunes faccions de l'esquerra republicana preparaven un procés revolucionari de tipus soviètic que va desembocar en la fracassada revolució asturiana de 1934. La dreta hauria respost amb un alçament i més endavant la revolta militar que va conduir a la guerra.
Aquestes tesis han estat molt criticades per diversos historiadors, com ara Paul Preston, Alberto Reig Tapia, Javier Tusell, Justo Serna, Mercedes Yusta o Enrique Moradiellos.
L'historiador més prestigiós que ha donat suport a l'obra de Moa és Stanley Payne, però també ha rebut elogis d'altres historiadors com Ricardo de la Cierva, César Vidal o José Manuel Cuenca Toribio. L'historiador i hispanista Henry Kamen ha parlat del silenciament de Pío Moa per part de determinats lobbys.

## Obres
- Reflexiones sobre el terrorismo. Autor, Madrid, 1985. ISBN 84-398-4781-5
- El erótico crimen del Ateneo de Madrid. Mosand, Madrid, 1995. ISBN 84-89616-00-0
- Los orígenes de la Guerra Civil española. Encuentro, Madrid, 1999. ISBN 84-7490-526-5
- Los personajes de la República vistos por ellos mismos. Encuentro, Madrid, 2000. ISBN 84-7490-579-6
- El derrumbe de la II República y la guerra civil. Encuentro, Madrid, 2001. ISBN 84-7490-625-3
- De un tiempo y de un país. Encuentro, Madrid, 2002. ISBN 84-7490-657-1
- La sociedad homosexual y otros ensayos, Editorial Criterio Libros, Madrid, 2001. ISBN 84-95437-08-2
- Contra la mentira : guerra civil, izquierda nacionalista y jacobinismo. Libroslibres, Madrid, 2003. ISBN 84-96088-06-5
- Los mitos de la Guerra Civil. La Esfera de los Libros, Madrid, 2003. ISBN 84-9734-093-0
- De un tiempo y un país: la izquierda violenta (1968-1978). Encuentro, Madrid, 2003. ISBN 84-7490-657-1
- Los libros fundamentales sobre la guerra civil. Encuentro, Madrid, 2004. ISBN 84-7490-724-1
- Una historia chocante: los nacionalismos catalán y vasco en la historia contemporánea de España. Encuentro, Madrid, 2004. ISBN 84-7490-747-0
- Los crímenes de la Guerra Civil y otras polémicas. La Esfera de los Libros, Madrid, 2004. ISBN 84-9734-156-2
- 1934, comienza la guerra civil : el PSOE y l'Esquerra emprenden la contienda (en col·laboració amb Javier Ruiz Portella). Áltera, Barcelona, 2004. ISBN 84-89779-59-7
- Federica Montseny o las dificultades del anarquismo, (en col·laboració amb Antonina Rodrigo García). Ediciones B, Barcelona, 2004
- 1936, el asalto final a la República. Áltera, Barcelona, 2005. ISBN 84-89779-72-4
- Franco : un balance histórico. Planeta, Barcelona, 2005. ISBN 84-08-06235-2
- Contra la balcanización de España. La Esfera de los Libros, Madrid, 2005. ISBN 84-9734-323-9
- El iluminado de La Moncloa y otras plagas. Libros Libres, Madrid, 2006. ISBN 84-96088-48-0
- La República que acabó en guerra civil. Áltera, Barcelona, 2006. ISBN 84-89779-94-5
- La quiebra de la historia progresista. Ediciones Encuentro, 2007. ISBN 84-7490-853-1
- Años de hierro. España en la posguerra. 1939-1945. La Esfera de los Libros, Madrid, 2007. ISBN 978-84-9734-663-4
- Falacias de la izquierda, silencios de la derecha. Claves para entender el deterioro de la política española actual. Libroslibres, Madrid, 2008. ISBN 9788496088771